# Batman e Harley Quinn
Batman e Harley Quinn (Batman and Harley Quinn) è un film d'animazione del 2017 diretto da Sam Liu.
Il film è prodotto da Warner Bros. Animation e distribuito da Warner Bros. Home Entertainment. È il ventiquattresimo film della serie di film del DC Universe Animated Original Movies ed è stato scritto da Jim Krieg e Bruce Timm, che ha lavorato a numerosi film e serie animate tra cui Batman del 1992. Bruce Timm considera questo film parte del DC Animated Universe, con il quale condivide lo stesso stile grafico e alcuni doppiatori. La pellicola è incentrata sulla strana alleanza che formano Batman e Nightwing con la loro nemica Harley Quinn, che dovrà aiutarli nel fermare i folli piani di Poison Ivy e l'Uomo Floronico.
È stato presentato il 14 agosto 2017 in alcuni cinema statunitensi, mentre dal 15 agosto è disponibile in versione digitale mentre dal 29 agosto per il mercato home video. Il film è stato accolto in maniera contrastante dalla critica, che ha esaltato l'animazione, il doppiaggio di Kevin Conroy (Batman) e Loren Lester (Nightwing) e i riferimenti alla serie animata Batman, ma ha criticato la sceneggiatura e la performance di Melissa Rauch come Harley Quinn.

## Trama
Batman e Nightwing scoprono che Poison Ivy e l'Uomo Floronico hanno stretto un'alleanza e, con molta riluttanza, decidono di cercare Harley Quinn, la migliore amica di Ivy, per scoprire dove si nascondono i due.
Batman lascia quindi che sia Nightwing a trovare Harley mentre riceve informazioni dall'A.R.G.U.S.: grazie ad esse Batman scopre che Ivy e Woodrue hanno rubato le informazioni sulla nascita di Swamp Thing e rapito uno scienziato di nome Harold Goldbloom che potrebbe aiutarli a replicare il processo e trasformare tutti gli esseri umani in piante umanoidi.
Nightwing trova Harley mentre lavora come cameriera in un ristorante, avendo abbandonato la malavita dopo essere stata rilasciata, e dopo averci passato la notte insieme e dopo essersi battuti, riesce a convincerla ad aiutarli. Harley conduce quindi il dinamico duo alla Slaughter Swamp di Bludhaven, dove Ivy si rattrista nel vedere la sua amica aiutare Batman: il dottor Jason Woodrue ferisce mortalmente il dottor Goldbloom per tenerlo in silenzio mentre lui e Ivy scappano. Il morente Goldbloom rivela tuttavia che i due si stanno dirigendo in Louisiana, dove si trovano le sostanze chimiche adatte al loro piano.
Contattata la A.R.G.U.S., Batman, Nightwing e Harley cercano di convincere Ivy a fermarsi: quest'ultima riesce a convincere l'ex amica a desistere e, dopo un pressoché inutile intervento di Swamp Thing, suggerisce a Batman e Nightwing di dar fuoco a Woodrue per fermarlo.
Harley torna quindi ad essere la dottoressa Quinzel, conducendo un game show  in cui i suoi pazienti possono affrontare le loro paure.

## Personaggi e doppiatori
- Kevin Conroy è Bruce Wayne / Batman[2]
- Loren Lester è Dick Grayson / Nightwing[2]
- Melissa Rauch è Harleen Quinzel / Harley Quinn[2][3][4]
- Paget Brewster è Pamela Isley / Poison Ivy[2]
- Kevin Michael Richardson è Jason Woodrue / Uomo Floronico
- John DiMaggio è Alec Holland / Swamp Thing,[5] Sarge Steel[6]
- Eric Bauza è Wesley
- Robin Atkin Downes è Charles "Rhino" Daily
- Trevor Devall è Bobby Liebowitz
- Rob Paulsen è Harold Goldblum, Min & Max
- Mindy Sterling è il supervisore del progetto
- Bruce Timm è Booster Gold / Michael J. Carter

## Produzione

### Sviluppo
Il regista della pellicola è Sam Liu, per la terza volta con i film d'animazione della DC Comics. La storia è stata scritta da Bruce Timm, (deus ex-machina delle serie del DC Animated Universe dal 1992 al 2006 insieme a Paul Dini) in collaborazione con Jim Krieg, autore del noto fumetto Justice League: The Flashpoint Paradox. Inoltre questo film segna il ritorno di Bruce Timm alla scrittura di un prodotto animato della DC dopo Justice League Unlimited del 2006. Nonostante lo stile grafico della pellicola ricordi molto quello del DC Animated Universe, non è ufficialmente in continuity con questo universo (chiuso nel 2006 con la serie Justice League Unlimited).
Oliver Gettell, scrivendo per Entertainment Weekly, ha detto che: "Batman e Harley Quinn promette di avere un approccio più comico rispetto ai precedenti  film animati della DC, come il controverso adattamento di Batman: The Killing Joke".
Al San Diego Comic-Con del 2017 Bruce Timm ha detto che: "L’idea di base del film è simile ad un episodio che abbiamo fatto per la serie animata di Batman intitolato Arlecchinata, che era una specie di 48 ore con Harley Quinn. Il film è strutturalmente simile ma con Poison Ivy al posto del Joker e altri elementi diversi della storia." Inoltre si è detto disponibile a realizzare altri film animati con questo stile grafico.
L'animazione è stata realizzata da DR Movie in Corea del Sud.

### Casting
Kevin Conroy e Loren Lester ritornano a dare la voce rispettivamente a Batman e Nightwing, dopo averli doppiati nella storica serie Batman del 1992. Melissa Rauch è stata scelta per prestare la voce ad Harley Quinn, personaggio che doppia per la prima volta.

## Promozione
Il 5 aprile 2017 viene mostrata la prima immagine ufficiale del film, che mostra i tre protagonisti Batman, Harley Quinn e Nightwing nella batmobile.
Il trailer ufficiale è stato mostrato per la prima volta da Entertainment Weekly il 25 maggio 2017. In Italia invece, il primo trailer è stato lanciato il 13 luglio.

## Distribuzione
Il film è stato proiettato il 14 agosto 2017 in alcuni cinema statunitensi, per poi essere pubblicato per il download il 15 agosto e per il mercato home video il 29 agosto.
In Italia è stato pubblicato in versione digitale dal 22 agosto e distribuito in Blu-ray Disc dal 6 settembre.

## Accoglienza

### Critica
Il film ha ricevuto recensioni contrastanti da parte di critici che hanno lodato l'animazione, il doppiaggio di Conroy e Lester e i flashback alla serie animata, ma hanno criticato la sceneggiatura e la performance di Melissa Rauch come Harley Quinn.
Su Rotten Tomatoes il film ha un indice di gradimento del 50% basato su 12 recensioni.

## Altri media

### Fumetti
La DC Comics ha annunciato una nuova serie digitale a fumetti con protagonisti Harley Quinn e Batman, intitolata Harley Quinn and Batman, scritta da Ty Templeton e disegnata da Rick Burchett, che funge da prequel al film d'animazione.
Dal mese di ottobre sono previsti sette nuovi capitoli sequel in uscita settimanalmente con un nuovo titolo (lo stesso del film, Batman e Harley Quinn). Questi capitoli conterranno storie scritte e disegnate da Jeff Parker, Craig Rousseau, Luciano Vecchio, Amanda Deibert, David Hahn, Dario Brizuela, Matthew Dow Smith, Sandy Jarrell, Ty Templeton e molti altri. Tutti e dodici i capitoli saranno poi raccolti in un volume unico in uscita nell'estate 2018.